# 石頭三姊妹
石頭三姊妹（西班牙語：Entre Ríos）是阿根廷獨立電子樂團，2000年由塞巴斯蒂安·卡列拉斯、加布里·盧塞納及伊梭（馬里索·米森塔）於布宜諾斯艾利斯創團。
2005年發行專輯《波浪》後，伊梭離團。波拉·梅希德填補了伊梭的空缺，但也隨後在2006年退出。2008年，羅薩里奧·奧迪加與羅米納·丹吉洛入團，分別擔任主唱與鼓手。
石頭三姊妹曾在西班牙與拉丁美洲舉辦多場演唱會，並深深影響了Miranda!、Belanova等樂團。台灣唱片由前衛花園代理。

## 音樂作品
- Litoral, EP, 2000
- Temporal, EP, 2001
- Provincia, 2001
- 《溫柔的語言》（Idioma suave），2002
- Sal (trans. both "Salt" and "Come Out"), 2002
- Completo, 2005
- 《波浪》（Onda），2005
- Entre Ríos (trans. "Between Rivers"), 2008

## 外部連結
- 石頭三姊妹 - Myspace （页面存档备份，存于）
- 石頭三姊妹官方微網站 - Índice Virgen （页面存档备份，存于）
- 石頭三姊妹 - AllMusic.com （页面存档备份，存于）
- 石頭三姊妹 - CDDB
- Isol （页面存档备份，存于）
- Paula Meijide